# Оберн (Джорджія)
Оберн (англ. Auburn) — місто (англ. city) в США, в округах Берроу і Гвіннетт штату Джорджія. Населення — 7495 осіб (2020).

## Географія
Оберн розташований за координатами 34°0′59″ пн. ш. 83°49′51″ зх. д. / 34.01639° пн. ш. 83.83083° зх. д. (34.016350, -83.830907).  За даними Бюро перепису населення США в 2010 році місто мало площу 16,77 км², з яких 16,70 км² — суходіл та 0,07 км² — водойми.

## Демографія
Згідно з переписом 2010 року, у місті мешкало 6887 осіб у 2298 домогосподарствах у складі 1792 родин. Густота населення становила 411 особа/км².  Було 2543 помешкання (152/км²).
Расовий склад населення:
| - 85,3 % — білих - 4,9 % — чорних або афроамериканців - 4,1 % — азіатів - 0,4 % — корінних американців - 3,3 % — осіб інших рас |

До двох чи більше рас належало 2,1 %. Частка іспаномовних становила 7,7 % від усіх жителів.
За віковим діапазоном населення розподілялося таким чином: 28,4 % — особи молодші 18 років, 65,3 % — особи у віці 18—64 років, 6,3 % — особи у віці 65 років та старші. Медіана віку мешканця становила 32,8 року. На 100 осіб жіночої статі у місті припадало 103,5 чоловіків;  на 100 жінок у віці від 18 років та старших — 101,0 чоловіків також старших 18 років.
Середній дохід на одне домашнє господарство  становив 54 807 доларів США (медіана — 46 830), а середній дохід на одну сім'ю — 64 285 доларів (медіана — 62 123). Медіана доходів становила 45 720 доларів для чоловіків та 36 536 доларів для жінок. За межею бідності перебувало 19,0 % осіб, у тому числі 19,3 % дітей у віці до 18 років та 20,7 % осіб у віці 65 років та старших.
Цивільне працевлаштоване населення становило 3700 осіб. Основні галузі зайнятості: роздрібна торгівля — 26,1 %, освіта, охорона здоров'я та соціальна допомога — 16,3 %, науковці, спеціалісти, менеджери — 12,1 %.